# Публичная библиотека

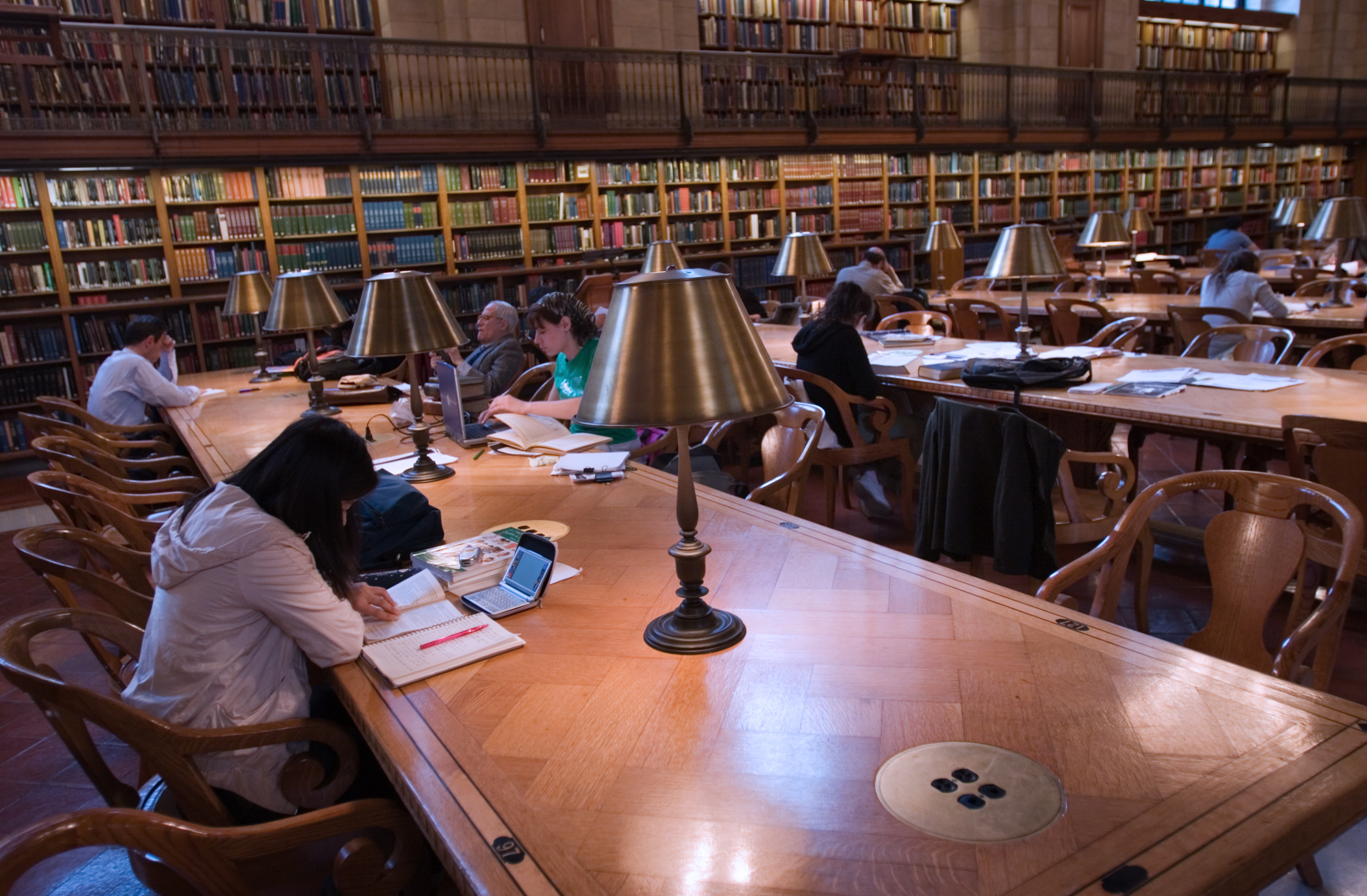
Публичная библиотека в Нью-Йорке

Публи́чная библиоте́ка, обще́ственная библиоте́ка — культурно-образовательное учреждение, имеющее широкий диапазон ресурсов и услуг для населения в целом и, таким образом, отличающееся от всех других библиотек. Библиотечная система объединяет общедоступные публичные библиотеки страны. Статья «О библиотеках и библиотечном деле» выделяет публичные библиотеки в отдельный самостоятельный их вид среди других категорий библиотек.
У публичных библиотек есть пять основных характеристик: они обычно поддерживаются налогами; они управляются советом; они открыты для всех, и каждый член общества может получить доступ к книгам; они полностью добровольны для посещения, поскольку никто никогда не вынужден пользоваться предоставляемыми услугами; и они предоставляют основные услуги бесплатно.

## Особенности

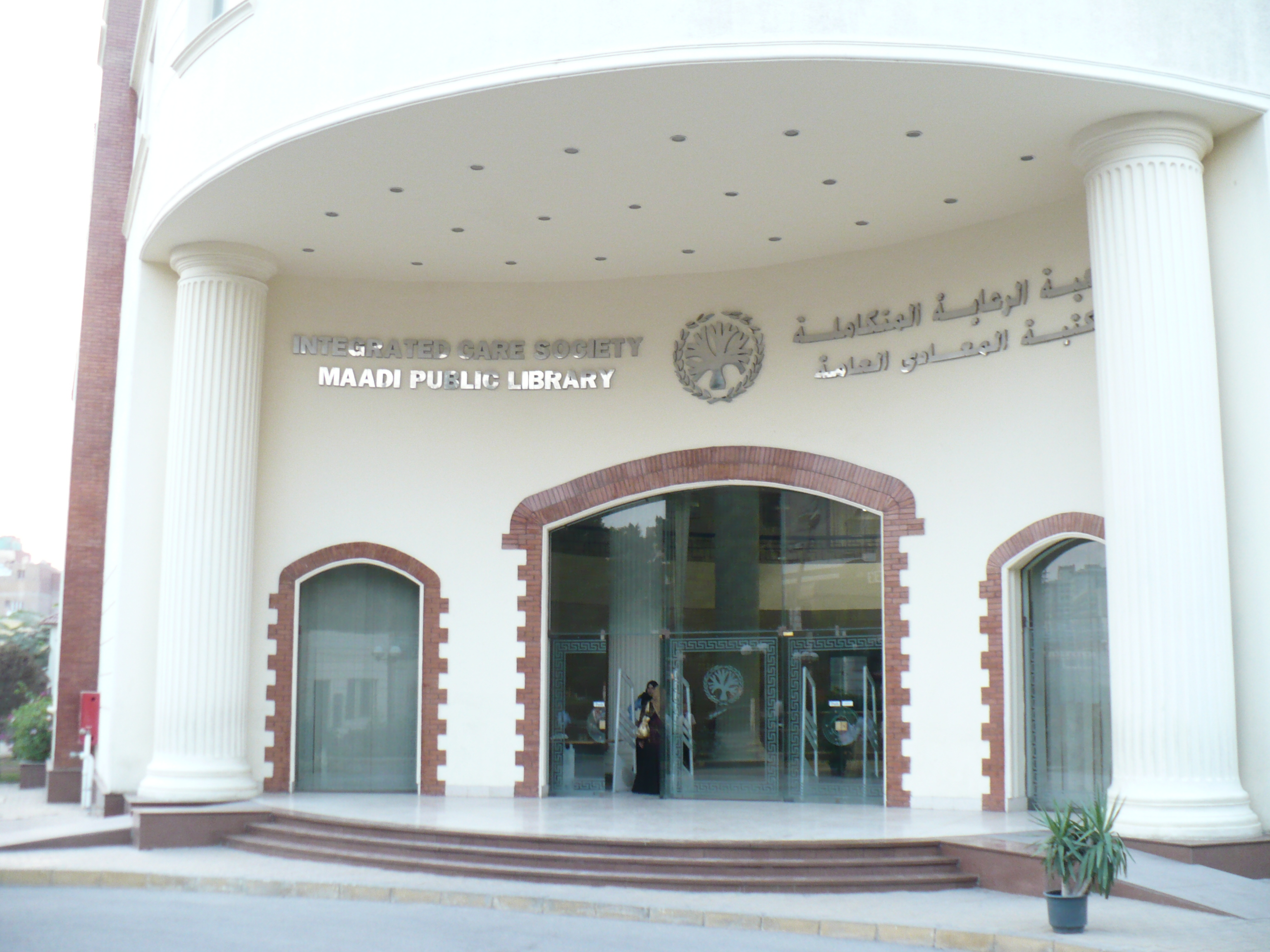
Библиотека в Египте

Публичные библиотеки существуют во многих странах мира и часто считаются неотъемлемой частью образования населения. Публичные библиотеки отличаются от исследовательских библиотек, школьных библиотек и других специализированных библиотек тем, что их цель состоит в том, чтобы обслуживать информационные потребности широкой публики, а не потребности конкретной школы, учреждения или исследовательской группы. Публичные библиотеки также предоставляют бесплатные услуги, такие как чтение рассказов дошкольникам (такое часто бывает в США). Публичные библиотеки обычно позволяют пользователям брать книги и другие справочные материалы; и они также могут предоставлять доступ к Интернету для постоянных клиентов.
Кроме традиционных функций сбора, систематизации, каталогизации и организации использования печатных, рукописных и электронных информационных ресурсов, публичные библиотеки имеют определённые отличительные черты и особенности. Это удовлетворение образовательных, информационных, культурных, коммуникативных и других потребностей различных категорий читателей. Сегодня немало публичных библиотек в поисках эффективных способов собственной актуализации размещают информацию о себе в Википедии, а также регистрируют аккаунты и создают блоги в социальных сетях (Twitter, Facebook и т. д.).

### Задачи современных публичных библиотек

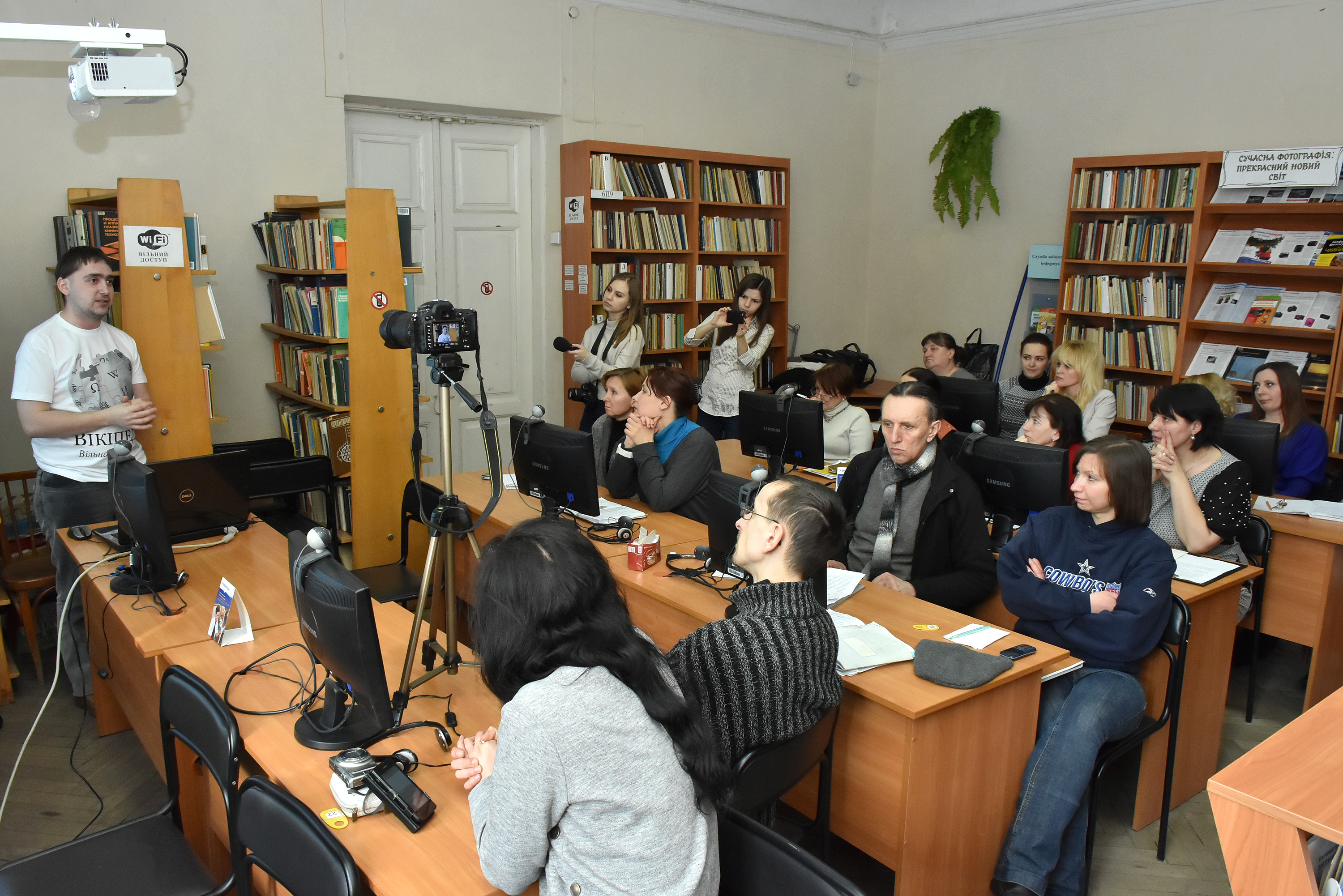
Викивстреча в публичной библиотеке

- развитие библиотечно-информационных ресурсов для поддержки науки, исследований, культуры и образования;
- формирование у пользователей знаний и навыков, необходимых для поиска информации, её оценки, хранения и обработки;
- популяризация интеллектуального развития и повышения культурного престижа чтения, расширения читательской аудитории;
- организация и сплочение людей разного возраста и социального статуса;
- социальная адаптация детей и молодежи.

### Современные формы работы публичных библиотек

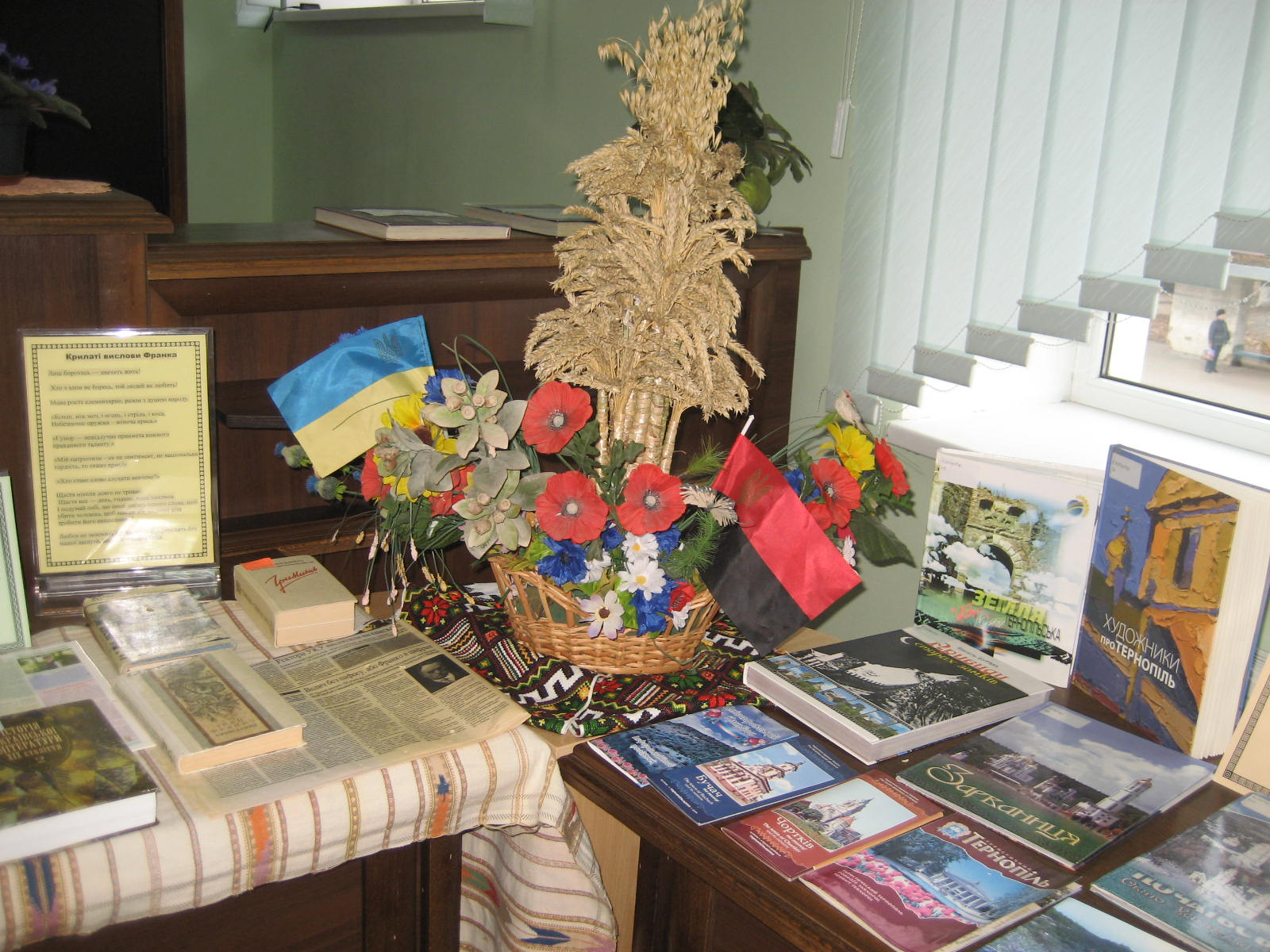
Книжная выставка

- проведение интернет-тренингов (курсов, семинаров)
- разработка и эффективная организация работы собственных веб-страниц;
- формирование собственных цифровых баз и уникальных коллекций справочных материалов;
- организация ресурсов и фондов;
- проведения публичных культурно-массовых, краеведческих, литературно-художественных мероприятий;
- издание библиографических и биобиблиографических указателей, дайджестов, бюллетеней.

## Закон о публичных библиотеках
Закон «О библиотеках и библиотечном деле» выделяет следующие разновидности специализированных публичных библиотек:
- для детей;
- для юношей;
- для лиц с физическими недостатками.

Публичные и специализированные библиотеки могут объединяться в централизованные библиотечные системы — объединения библиотек в единое структурно-целостное образование, куда входит и центральная библиотека.